# Скочић
Скочић је насељено мјесто у општини Зворник, Република Српска, БиХ. Према попису становништва из 2013. у насељу је живјело 198 становника.

## Географија
Скочић је насеље града Зворника. Од центра града удаљено је око 16 км.
Једно је од најстаријих насеља у Подрињу.У последњем отаџбинском рату 1992. доселило се у Скочић око 500 становника из разних делова БиХ које су протерали Муслимани (Бошњаци) одмах на почетку рата у априлу и мају 1992. год. У Скочићу постоји Основна школа" Петар Кочић", црква Свети Сисоје, дом културе, продавница... Насеље има градски водовод, трофазну струју, сви путеви су асфалтирани... У Скочићу живи и пар муслимански породица које су се доселиле из Травника пре око 200 година прво у Подручје Дебељака, затим у Угљаре и на крају у оџак махалу где су остали до данас.

## Становништво
| Демографија | Демографија | Демографија |
| Година      | Становника  | Становника  |
| ----------- | ----------- | ----------- |
| 1948.       | 319         |             |
| 1953.       | 334         |             |
| 1961.       | 400         |             |
| 1971.       | 453         |             |
| 1981.       | 583         |             |
| 1991.       | 554         |             |
| 2013.       | 198         |             |

## Знамените личности
- Перо Симић, српски новинар и публициста

## Скочић као презиме
Српско презиме које потиче из села Нос Калик у општини Дрниш, Далмација, (Р. Хрватска). Од 1992. године нема стално насељених у селу. Лица са овим презименом се могу срести у Београду, сремским местима (Старој и Новој Пазови), Шибенику, Ријеци и Загребу.